# Слободан Ројевић
Слободан Ројевић (30. април 1958) је бивши југословенски фудбалер пореклом из Црне Горе. Играо је позицији одбрамбеног играча.

## Каријера
Ројевић је почео да игра у свом родном граду за клуб Сутјеска где је имао укупно 76 наступа у периоду од 1977–1980. у другој лиги Југославије. Прешао је у Партизан 1981. године где је имао укупно 143 наступа.
Године 1986. се преселио у Швајцарску и тамо је наступао у три клуба пре пензионисања. Наставио је да живи тамо, радећи као фудбалски тренер у млађим категоријама.